# Margaret Laurenceová
Jean Margaret Laurenceová (rozená Wemyssová), (18. července 1926 – 5. ledna 1987) byla jednou z předních postav kanadské literatury. Psala romány, povídky a eseje.

## Dětství a vzdělání
Margaret Laurenceová se narodila v Manitobě, v městečku Neepawa, které se později stalo předlohou pro dějiště některých jejích románů. Byla dcerou právníka Roberta Wemysse a Verny Jean Simpsonové. Po smrti její matky, když Margaret byly čtyři roky, se k rodině přistěhovala matčina sestra, která se o rok později provdala za Margaretina otce. V roce 1933 se jim narodil syn Robert. V roce 1935, když Margaret bylo devět let, zemřel otec na zápal plic. Margaret nakonec vychovávala její nevlastní matka a dědeček.
Povídky začala psát už v sedmi letech. Studovala angličtinu na Univerzitě ve Winnipegu, a i během studií pokračovala v psaní. Přispívala také do studentských novin. Studium úspěšně dokončila v roce 1947 a krátce poté získala zaměstnání jako reportérka pro místní noviny.

## Osobní život
Po dokončení studia se provdala za Jacka Ferguse Laurence. Jeho zaměstnání inženýra je zavedlo nejdříve do Anglie (v roce 1949), následně pak do tehdejšího britského protektorátu Somaliland, dnešní Somálsko, (1950–1952), a nakonec na Zlatonosné pobřeží, dnešní Ghana, (1952–1957). Laurenceová obdivovala Afriku a Afričany, což také ovlivnilo její tvorbu.
V roce 1952 se manželům narodila dcera Jocelyn, o tři roky později syn David. Laurenceovi opustili Afriku v roce 1957 a následujících pět let žili ve Vancouveru na západním pobřeží Kanady. Pak se Laurenceová od manžela odstěhovala do Anglie, kde žila dalších 11 let. Manželství bylo roku 1969 rozvedeno. Laurenceová se nakonec přestěhovala zpátky do Kanady, tentokrát do provincie Ontario. Zde si také pořídila domek u řeky Otonabee, kde pobývala vždy přes léto a kde během let 1971 až 1973 také napsala román Hledači pramenů, který je považován za její vrcholné dílo.
Poté, co jí byla diagnostikována rakovina plic v pokročilém stadiu, spáchala Laurenceová sebevraždu. Byla pohřbena ve svém rodném městě Neepawě a v jejím rodném domě bylo zřízeno její muzeum.

## Literární kariéra
Laurenceová se už během svého života stala jednou z nejváženějších a nejoblíbenějších postav kanadské literární scény.  Povídky začala psát krátce po svatbě - stejně jako její manžel. Během svého života v Africe oba publikovali v literárních periodikách, Margaret ovšem v psaní pokračovala i později, a věnovala se také jiným žánrům. Její rané romány byly ovlivněny zkušeností z Afriky, kde byla členkou menšiny, jsou v nich patrné prvky křesťanského symbolismu i etické otázky spojené s postavením bílého člověka v koloniálním uspořádání.
Po návratu do Kanady se proslavila románem The Stone Angel, který je dodnes na seznamu povinné literatury mnohých škol v Severní Americe.
Její pozdější díla, například Hledači pramenů, zobrazují ženské postavy, které se od postav z jejích ranějších děl značně liší, její snaha o zachycení role ženy ve společnosti a poskytnutí ženské perspektivy na soudobý život se ovšem projevuje ve všech jejích románech.

## Ocenění
Za svoje romány A Jest of God a Hledači pramenů získala Laurenceová ocenění Governor General's Award. V roce 1972 se stala nositelkou Řádu Kanady, nejvyššího kanadského civilního vyznamenání. V roce 2002 byl The Stone Angel vybrán do edice Canada Reads. Po Laurenceové bylo také pojmenováno Centrum genderových studií na Univerzitě ve Winnipegu.

## Dílo
- A Tree for Poverty (1954) — antologie somálských příběhů
- This Side Jordan (1960)
- The Tomorrow-Tamer (1963) - sbírka povídek ze Západní Afriky
- The Prophet's Camel Bell (1963)
- The Stone Angel (1964) - podle románu natočen stejnojmenný film (2007) s Ellen Burstyn v hlavní roli
- A Jest of God (1966) - na motivy románu natočen film Rachel (1968) s Joanne Woodwardovou v hlavní roli.
- Long Drums and Cannons: Nigerian Dramatists and Novelists 1952-1966 (1968)
- The Fire-Dwellers (1969)
- A Bird in the House (1970) — sbírka povídek
- Jason's Quest (1970) — kniha pro děti
- The Diviners (1974) - česky pod názvem Hledači pramenů, překlad Alena Jindrová-Špilarová.
- Heart of a Stranger (1976) — eseje
- Six Darn Cows (1979) — kniha pro děti
- The Olden Days Coat (1980) — kniha pro děti
- A Christmas Birthday Story (1982) — kniha pro děti
- Dance on the Earth: A Memoir (1989)